# HU-320
HU-320は、 カンナビジオールに関連した薬物であり、強い抗炎症作用と免疫抑制の性質を持つが、向精神作用はない。